# John Bowes (1er baron Bowes)
John Bowes, 1er baron Bowes (1691 – 22 juillet 1767) est un pair, un homme politique et un juge anglo-irlandais. Il est connu pour sa grande capacité juridique, mais aussi pour son implacable hostilité envers les catholiques romains.

## Biographie
Né à Londres, fils de Thomas Bowes, commerçant, il est reçu au barreau en 1712. Il vient en Irlande en tant que membre du personnel de Richard West (lord chancelier d'Irlande), en 1723. Il construit une grande pratique au barreau irlandais. Il est nommé solliciteur général de l'Irlande en 1730 et procureur général en 1739. Il est promu Lord Baron de l'Echiquier irlandais en 1741. Il est nommé Lord Chancelier d'Irlande par le roi George II en 1757.
John Bowes incarne la sévérité des lois pénales du XVIIIe siècle contre les catholiques irlandais en déclarant que : «La loi ne suppose pas qu'une telle personne existe en tant que catholique romain irlandais, et une telle personne ne pourrait pas respirer sans l'autorisation de la Couronne." Étant donné que plus de 90% de la population irlandaise est catholique, il est inévitablement rendu amèrement impopulaire et, en 1760, il est attaqué lors d'une émeute à l'extérieur de la Chambre des Communes. En dépit de ses positions religieuses, il est considéré comme un des juges exceptionnels de son temps.
Entre 1731 et 1742, il représente Taghmon à la Chambre des communes irlandaise.
Il est considéré comme l'un des meilleurs orateurs de son temps. Son discours devant le procureur lors du procès de lord Santry, accusé de meurtre en 1739, est décrit par ceux qui l'entendent comme un chef-d'œuvre d'éloquence et de logique et conduit la Chambre des lords irlandaise à prononcer à l'unanimité un verdict de culpabilité contre Santry.
Il est élevé à la pairie d'Irlande en 1758 en tant que baron Bowes, de Clonlyon dans le comté de Meath.
Il meurt à Dublin le 22 juillet 1767 et est enterré dans la Cathédrale Christ Church de Dublin. Il ne s'est jamais marié et son titre disparaît à sa mort.